# Taczanowski-bozótposzáta
A Taczanowski-bozótposzáta (Locustella tacsanowskia) a verébalakúak (Passeriformes) rendjébe, ezen belül a tücsökmadárfélék (Locustellidae) családjába és a Locustella nembe tartozó faj. 13 centiméter hosszú. Költési területe délközép-Oroszország fűvel benőtt területeitől délközép-Kínáig terjed, télen Nepál, India, Mianmar, Thaiföld és Vietnám területére vonul. Rovarokkal táplálkozik. Májustól júliusig költ.

## Fordítás
- Ez a szócikk részben vagy egészben  a   Chinese bush warbler című angol Wikipédia-szócikk fordításán alapul.  Az eredeti cikk szerkesztőit annak laptörténete sorolja fel. Ez a jelzés csupán a megfogalmazás eredetét és a szerzői jogokat jelzi, nem szolgál a cikkben szereplő információk forrásmegjelöléseként.